# Heteropoda listeri
Heteropoda listeri är en spindelart som beskrevs av Pocock 1900. Heteropoda listeri ingår i släktet Heteropoda och familjen jättekrabbspindlar. Inga underarter finns listade i Catalogue of Life.